# .270 Weatherby Magnum
.270 Weatherby Magnum — один из первых поясковых боеприпасов, созданный на основе .300 H&H Magnum. Разработчик — Roy Weatherby. Будучи нестандартным патроном, не имеет официальных ограничений SAAMI по максимальному давлению внутри гильзы. 